# Ruder-Europameisterschaften 1911
Die Ruder-Europameisterschaften 1911 fanden am 10. September in Como, Italien auf dem Comersee statt.

## Ergebnisse
| Bootsklasse                 | Gold | Silber | Bronze |
| --------------------------- | --- | --- | --- |
| Einer (M1x)                 | Italien Giuseppe Sinigaglia | Belgien Polydore Veirman | Frankreich Gaston Delaplane |
| Doppelzweier (M2x)          | Italien Giuseppe Sinigaglia Teodoro Mariani | Frankreich Gaston Delaplane François Rocchesani                                                                                                  | Belgien Georges Desenfans Jozef Hermans |
| Zweier mit Steuermann (M2+) | Italien Ercole Olgeni Enrico Bruna G. Graziadei (Steuermann) | Schweiz F. de la Torre di Stampa Victor Henny Charles Muhr (Steuermann)                                                                          | Belgien Guillaume Visser Urbain Molmans unbekannt (Steuermann)                                                                               |
| Vierer mit Steuermann (M4+) | Schweiz Hans Walter Paul Schmid T.O. Schmid Conrad Wirth Henry Gowthorpe (Steuermann)                                                                             | Italien Scipione Del Giudice Luigi Ermellini Mario Tres Brenno Del Giudice Giuseppe Mion (Steuermann)                                            | Belgien Ernest Kaempf Léopold Renwart Charles Lalemand Albert Piron unbekannt (Steuermann)                                                   |
| Achter (M8+)                | Italien Scipione Del Giudice Luigi Ermellini Tullio Rosada Giovanni Nenzi Mario Tres Gino Solesin Alfredo Stranieri Brenno Del Giudice Giuseppe Mion (Steuermann) | Schweiz Hans Walter Paul Schmid T.O. Schmid Conrad Wirth Georges Thoma Max Rudolf Alexander Müller Walter Schoeller Henry Gowthorpe (Steuermann) | Frankreich Daniel Donard Malcolm Brown Gaston Delaplane Georges Flosse F. Malafosse J. de Molenes François Rocchesani F. Meller (Steuermann) |

## Medaillenspiegel
| Rang   | Sportart   | Gold | Silber | Bronze | Gesamt |
| ------ | ---------- | ---- | ------ | ------ | ------ |
| 01     | Italien    | 4    | 1      | –      | 5      |
| 02     | Schweiz    | 1    | 2      | –      | 3      |
| 03     | Belgien    | –    | 1      | 3      | 4      |
| 04     | Frankreich | –    | 1      | 2      | 3      |
| Gesamt | Gesamt     | 5    | 5      | 5      | 15     |